# Oleh Korosteliov
Oleh Petrovich Korostelyov (en ukrainien : Олег Петрович Коростельов; en russe : Олег Петрович Коростелёв), né le 9 novembre 1949 à Kirovograd (Union des républiques socialistes soviétiques, aujourd'hui en Ukraine) est chef du Bureau d'études Luch depuis 2003. Il est reconnu comme spécialiste dans les domaines du contrôle automatisé d'équipements spéciaux aéronautiques et des armes de haute précision contrôlées.

## Biographie
Il est né le 9 novembre 1949, à Kirovograd, d'un parent militaire.
De 1967 à 1972, il étudie l'informatique électronique à l'Institut des ingénieurs de l'aviation civile de Kiev (uk). Après avoir obtenu son diplôme, il commence à travailler comme ingénieur pour l'entreprise d'État « Oktava » à Kiev,.
En 1978, il rejoint le Bureau d'études Luch,.
À partir de 1997, il est directement impliqué dans les travaux de recherche et développement pour la création des produits Kombat (uk), Stougna (missile) (uk) et Gran. Plus tard, Luch s'appuiera sur ces travaux pour développer un certain nombre d'armes de haute précision telles que Skif (missile) (uk) et Stouhna-P,.
Depuis décembre 2003, il est directeur général du Bureau d'études Luch.
Sur l'ordre du Cabinet des ministres de l'Ukraine du 8 septembre 2015, il reçoit l'autorité d'ingénieur principal pour la création et la modernisation des systèmes de missiles anti-aériens et des systèmes de défense aérienne.